# East Dawning
East Dawning (in cinese: 东方既白) è una catena di fast food cinese. Fa parte di Yum China, società indipendente nata da scorporamento da Yum! nel 2016, nasce dalla fusione del modello Kentucky Fried Chicken unito alla cucina cinese. Se viene confrontato con altri fast food asiatici, il ristorante tipico di East Dawning risulta essere molto più spazioso e più luminoso. Viene servito solamente cibo cinese, anche se vengono sacrificati piatti famosi come i ravioli al vapore per una scelta della catena di preparare piatti veloci e poco complicati. Anche le bevande sono servite seguendo le regole delle bevande tradizionali cinesi. I ristoranti sono pensati per assomigliare il più possibile nelle strutture e negli arredi alle case cinesi.